# Malin Moström
Malin Sofi Moström, mais conhecida como Malin Moström (Angermânia, 1 de agosto de 1975), é uma ex-futebolista sueca. 

## Carreira
Foi capitã da Seleção Sueca de Futebol Feminino entre 2001 e 2006. Ela fez parte do elenco da Seleção Sueca de Futebol Feminino, nas Olimpíadas de 2000, 2004. 

## Clubes que representou
- 1991 a 1995 - Hägglunds IoFK
- 1995 a 2006 - Umeå IK